# Joannes van Hooydonk
Joannes van Hooydonk (Ulvenhout, 2 agosto 1782 – Hoeven, 25 aprile 1868) è stato un vescovo cattolico olandese.

## Biografia
Fu ordinato prete ad Amsterdam nel 1808 e divenne professore di teologia nel seminario maggiore di Breda; nel 1817 il seminario maggiore fu trasferito a Hoeven e van Hooydonk ne divenne rettore.
Il 7 gennaio 1827 fu nominato amministratore apostolico del vicariato apostolico di Breda e il 14 gennaio 1842 fu eletto vescovo di Dardano in partibus e vicario apostolico di Breda.
Con la restaurazione della gerarchia cattolica nei Paesi Bassi in forza del breve apostolico Ex qua die, il 4 marzo 1853 van Hooydonk divenne il primo vescovo di Breda, diocesi che resse fino alla morte nel 1868.
Per la cura degli orfani ospitati nell'antico convento guglielmita di Huijbergen, già assicurata dai Fratelli di San Luigi Gonzaga, fondò la congregazione dei Fratelli dell'Immacolata Concezione della Beata Maria Vergine.

## Genealogia episcopale e successione apostolica
La genealogia episcopale è:
- Vescovo Johannes Wolfgang von Bodman
- Vescovo Marquard Rudolf von Rodt
- Vescovo Alessandro Sigismondo di Palatinato-Neuburg
- Vescovo Johann Jakob von Mayr
- Vescovo Giuseppe Ignazio Filippo d'Assia-Darmstadt
- Arcivescovo Clemente Venceslao di Sassonia
- Arcivescovo Massimiliano d'Asburgo-Lorena
- Vescovo Kaspar Max Droste zu Vischering
- Vescovo Cornelius Ludovicus van Wijkerslooth van Schalkwijk
- Vescovo Joannes van Hooydonk

La successione apostolica è:
- Vescovo Antonius van Dyck (1847)
- Vescovo Johannes van Genk (1851)